# 皮角
皮角（英語：cutaneous horn）是一种皮肤角质异常增生而出現的皮膚腫瘤，患者角质增生成犄角状，类似犀角。此類腫瘤大多為良性腫瘤。暴露於辐射環境下患上皮角的概率會更高。